# Chlorolydella pallidipes
Chlorolydella pallidipes là một loài ruồi trong họ Tachinidae.